# 1696 en arts plastiques
| Années des arts plastiques : 1693 - 1694 - 1695 - 1696 - 1697 - 1698 - 1699    |
| Décennies des arts plastiques : 1660 - 1670 - 1680 - 1690 - 1700 - 1710 - 1720 |

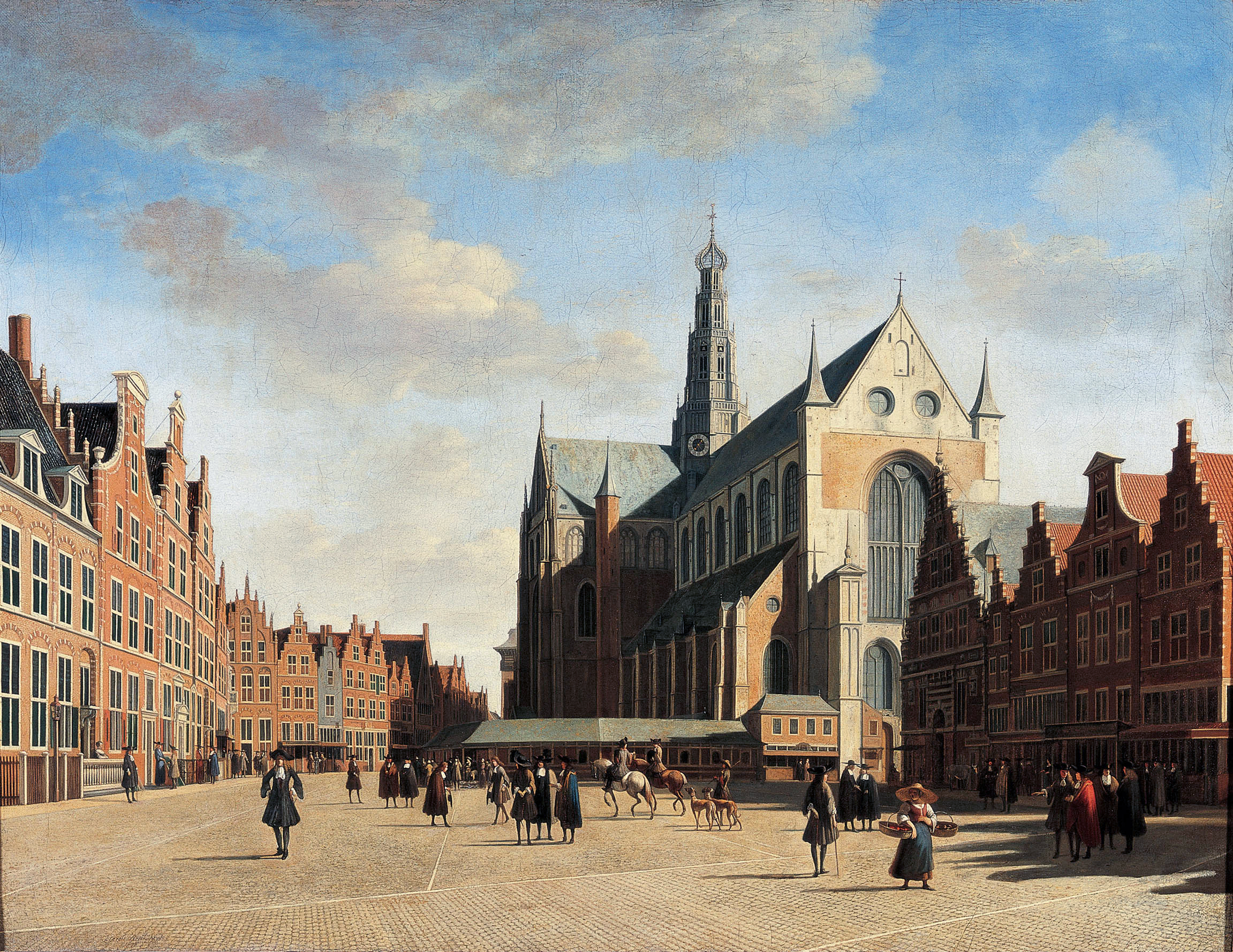
Le Grand Marché de Haarlem, toile de Gerrit Berckheyde.

Cette page concerne l'année 1696 en arts plastiques.

## Naissances
- 5 mars : Giambattista Tiepolo peintre  et graveur italien († 27 mars 1770),
- 21 avril : Francesco de Mura, peintre italien († 19 août 1782),
- 19 novembre : Louis Tocqué, peintre français († 10 février 1772),
- ? : 
  - Bernard Baron, graveur français († 24 janvier 1762),
  - Joseph André Cellony, peintre français († 7 février 1746),
  - Gerard van der Gucht, graveur et marchand d'art britannique († 1776),
  - August Querfurt, peintre allemand († 1761).
- Vers 1696 :
- Stefano Gherardini, peintre italien († vers 1756).

## Décès
- 22 juillet : Hendrik van Minderhout, peintre de marines néerlandais (° 1632),
- 21 décembre : Louise Moillon, peintre de natures mortes française (° 1610).
- ? :
  - Théodorus van Kessel, graveur flamand (° vers 1620).